# یورش (فیلم ۲۰۱۸)
یورش (Raid) یک فیلم درام جنایی هندی به کارگردانی راج کومار گوپتا محصول سال ۲۰۱۸ می‌باشد. از بازیگران این فیلم می‌توان به اجی دیوگن، ایلیانا دی کروز، سراب شوکلا و شبا چادها اشاره کرد. این فیلم بر اساس یورش واقعی مالیات بر درآمد است که توسط افسران اداره مالیات بر درآمد بر سردار ایندر سینگ در دهه ۱۹۸۰ انجام شد، که به دلیل طولانی‌ترین حمله در تاریخ هند، خود را از دیگران متمایز کرد. دنباله این فیلم با عنوان یورش ۲ در سال ۲۰۲۵ منتشر می‌شود.
یورش در تاریخ ۱۶ مارس ۲۰۱۸ در هند به نمایش در آمد و نقدهای مثبت منتقدان را دریافت کرد و موفقیت تجاری بزرگی داشت.

## داستان
امی پاتنایاک (اجی دیوگن) یک مأمور اداره مالیات است در دهه ۸۰ میلادی او با گزارشی از سوی فردی ناشناس مواجه می‌شود که مردی به نام رامشوار سینگ(سراب شوکلا) که سیاستمداری پر نفوذ است ثروت زیادی را در خانه اش مخفی کرده‌است. او مجوز بازرسی خانه را می‌گیرد اما پس از بازرسی خانه ابتدا چیزی نمی‌یابد اما نقشه ای از فرد ناشناس دریافت می‌کند که محل جواهرات و پول‌های پنهان شده را نشان می‌دهد.
رانشوار سینگ شروع به تهدید پاتنایاک می‌کند اما او که مأموری وظیفه‌شناس است به این تهدیدها اهمیتی نمی‌دهد، او هرچه بیشتر در خانه می‌گردد و دیوارها را خراب می‌کند پول بیشتری پیدا می‌کند. رامشوار سینگ با تحریک پاتنایاک موفق می‌شود از او اجازه خروج از خانه را بگیرد، رامشوار پس از خروج از خانه به دفتر تمام مقامات مهم سیاسی مراجعه می‌کند و حتی در مرحله آخر به دفتر نخست‌وزیر مراجعه می‌کند همه آن‌ها به پاتنایاک توصیه می‌کنند تا از این کار دست بردارد اما او که مأموری وظیفه‌شناس است این حرف را قبول نمی‌کند.
رامشوار حتی نقشه ای برای قتل و ربودن همسر پاتنایاک می‌کشد ولی این نقشه هم شکست می‌خورد. در پایان رامشوار سینگ که ناامید شده‌است به خانه اش بازمی‌گردد او با تحریک مردم و طرفدارانش به آن‌ها می‌گوید که فردی درستکار است و مأموران می‌خواهند برایش پاپوش درست کنند، آن‌ها به خانه رامشوار حمله می‌کنند تا مأموران را بکشند پاتنایاک موفق می‌شود از در پشتی همکارانش را فراری دهد ولی در آخرین لحظه خودش به خانه رامشوار سینگ بازمی‌گردد تا از اموال توقیفی حفاظت کند. درحالی که او در اتاقی که اموال هست از سوی طرفداران رامشوار محاصره شده و هر لحظه احتمال مرگش هست مأموران سر می‌رسند و جان او را نجات می‌دهند و رامشوار به زندان می‌افتد.
پاتنایاک تا زمان زنده بودن کسی که اطلاعات را لو داده‌است، نامش را محفوظ نگه می‌دارد.